# Jungfruslöja
Jungfruslöja (Gypsophila viscosa) är en nejlikväxtart som beskrevs av Johan Andreas Murray. Jungfruslöja ingår i släktet slöjor, och familjen nejlikväxter. Inga underarter finns listade i Catalogue of Life.